# Midhurst
Midhurst è un paese di 4 889 abitanti della contea del West Sussex, in Inghilterra.

## Monumenti e luoghi d'interesse

### Architetture civili
- Rovine di Cowdray House (XVI secolo)[1][2][3]